# Melogale personata
Blaireau-furet de Birmanie, Blaireau-furet indien
Espèce
Statut de conservation UICN

 LC  : Préoccupation mineure
Le Blaireau-furet de Birmanie (Melogale personata) est une espèce de mammifères carnivores de la famille des Mustélidés. C'est un petit blaireau-furet discret de la taille d'un chat que l'on rencontre en Asie dans une zone allant environ du Bhoutan au Vietnam. En 2008, son statut de conservation était toujours inconnu, faute de données et d'observations suffisantes sur ce animaux et les confusions possibles avec le Blaireau-furet de Chine (Melogale moschata).
Cette espèce a été décrite pour la première fois en 1831 par le zoologiste français Isidore Geoffroy Saint-Hilaire (1805-1861).

## Dénominations
- Nom scientifique : Melogale personata  I. Geoffroy Saint-Hilaire, 1831[2]
- Nom recommandé ou typique en français : Blaireau-furet de Birmanie[3],[4]
- Autre nom vulgaire (vulgarisation scientifique) : Blaireau-furet indien[réf. souhaitée], Blaireau-furet chinois[réf. souhaitée], Blaireau-furet à grandes dents[réf. souhaitée].

## Description de l'espèce
Le blaireau-furet de Birmanie mesure de 33 à 43 cm tête et corps, taille à laquelle on peut ajouter sa queue touffue de 15 à 23 cm. Il pèse de 1 à 3 kg.
Il a un corps long et souple faisant penser davantage à un furet qu'à un blaireau. Sa fourrure est gris foncé ou marron avec des taches blanches ou jaunes sur les joues et entre les yeux et avec une bande blanche ou jaune sur la tête et le cou.
Comme la plupart des blaireaux, il vit au sol dans un terrier et a les mêmes habitudes fouisseuses ; et à l'inverse des autres blaireaux, il grimpe en plus dans les arbres.
Ce mustélidé est beaucoup plus carnivore que les autres blaireaux ; il mange au sol des insectes, des escargots, des végétaux dont des racines comestibles mais aussi dans les arbres de petits mammifères dont des rongeurs, divers invertébrés et des oiseaux.

La femelle met bas de 1 à 4 petits, souvent au mois de juin.

## Répartition

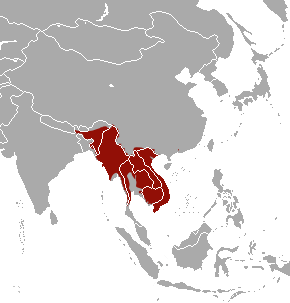
Carte de répartition de Melogale personata en Asie

Cette espèce est présente en Inde, au Népal, au Bangladesh, en Birmanie, au Laos, en Thaïlande, au Cambodge au Vietnam et en Chine.

## Liste des sous-espèces
Selon Mammal Species of the World (version 3, 2005)  (10 juillet 2013) et Catalogue of Life (10 juillet 2013) :
- sous-espèce Melogale personata laotum Thomas, 1922
- sous-espèce Melogale personata nipalensis (Hodgson, 1836)
- sous-espèce Melogale personata personata I. Geoffroy Saint-Hilaire, 1831
- sous-espèce Melogale personata pierrei (Bonhote, 1903)
- sous-espèce Melogale personata tonquinia Thomas, 1922